# Euphorbia pseudomollis
Euphorbia pseudomollis är en törelväxtart som beskrevs av Peter Vincent Bruyns. Euphorbia pseudomollis ingår i släktet törlar, och familjen törelväxter. Inga underarter finns listade i Catalogue of Life.

## Bildgalleri

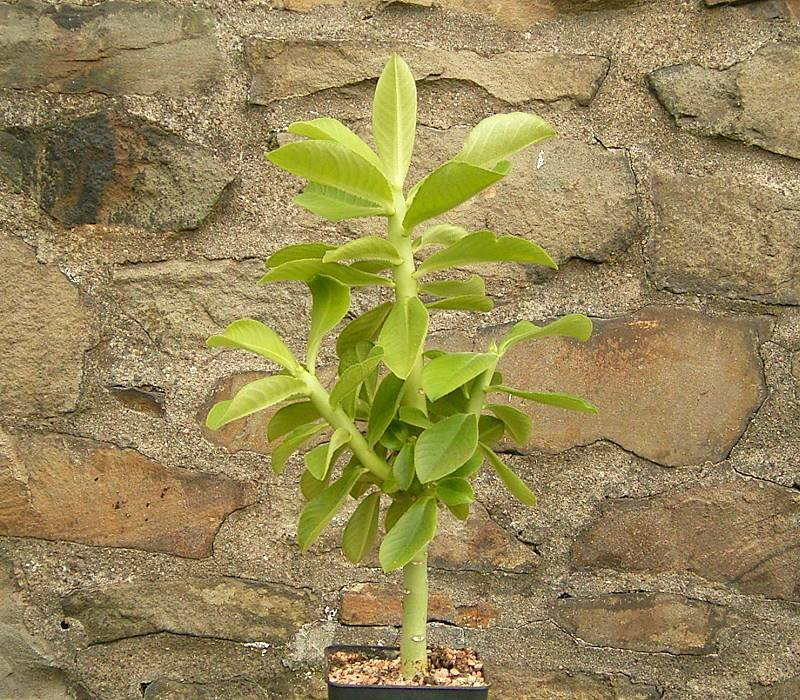